# Михо (село)
Михо (яп. 美浦村 Михо-мура) — село в Японии, находящееся в уезде Инасики префектуры Ибараки. Площадь села составляет 66,57 км², население — 16 262 человека (1 августа 2014), плотность населения — 244,28 чел./км².

## Географическое положение
Село расположено на острове Хонсю в префектуре Ибараки региона Канто. С ним граничат город Инасики и посёлок Ами.

## Население
Население села составляет 16 262 человека (1 августа 2014), а плотность — 244,28 чел./км². Изменение численности населения с 1980 по 2005 годы:
| 1980 | 13 509 чел. |  |
| 1985 | 14 162 чел. |  |
| 1990 | 14 348 чел. |  |
| 1995 | 17 767 чел. |  |
| 2000 | 18 219 чел. |  |
| 2005 | 18 118 чел. |  |

## Символика
Деревом села считается Prunus jamasakura, цветком — Lilium auratum.